# Michał Bartoszcze
Michał Andrzej Bartoszcze (ur. 17 lipca 1941 w Bełżycach) – pułkownik w stanie spoczynku, lekarz weterynarii, profesor nauk weterynaryjnych. Specjalista w zakresie mikrobiologii, wirusologii, epizootiologii oraz epidemiologii. Ekspert OPBMR w zakresie zagrożeń bronią biologiczną i bioterroryzmu.

## Życiorys
Urodził się w Bełżycach (województwo lubelskie). Po ukończeniu szkoły średniej w Puławach rozpoczął studia weterynaryjne na Wydziale Medycyny Weterynaryjnej Wyższej Szkoły Rolniczej w Lublinie. Podczas studiów ukończył studium oficerskie, a po uzyskaniu dyplomu w 1966 rozpoczął pracę w Pracowni Wirusologii Ogólnej w Instytucie Weterynarii w Puławach. W Instytucie pracował nad wirusami ospy ptaków oraz choroby Aujeszkiego oraz salicylanami jako substancjami przeciwwirusowymi. W 1970 został powołany do zawodowej służby wojskowej w Wojskowym Ośrodku Naukowo Badawczym Służby Weterynaryjnej w Puławach, kontynuował prace badawcze w zakresie wirusologii oraz diagnostyki immunologicznej (m.in. nad metodami immunofluorescencji i immunoenzymatycznymi).
W 1974 uzyskał stopień doktora nauk weterynaryjnych na Akademii Rolniczo-Technicznej w Olsztynie na podstawie dysertacji: Badanie aktywności przeciwwirusowej niektórych związków salicylowych wobec wirusa ospy kur przygotowanej pod kierunkiem prof. dr. hab. Zdzisława Larskiego.
W 1975 uczestniczył w misji pokojowej ONZ UNEF II w Egipcie jako kierownik laboratorium sanitarnego. Po powrocie z Bliskiego Wschodu do Puław objął kierowanie Zakładem Epizootiologii i Mikrobiologii, kontynuując prace nad wykrywaniem wirusów i zakażań wirusowych (TGE, choroba Aujeszkiego, choroba Newcastle) metodami immunologicznymi (m.in. ELISA).

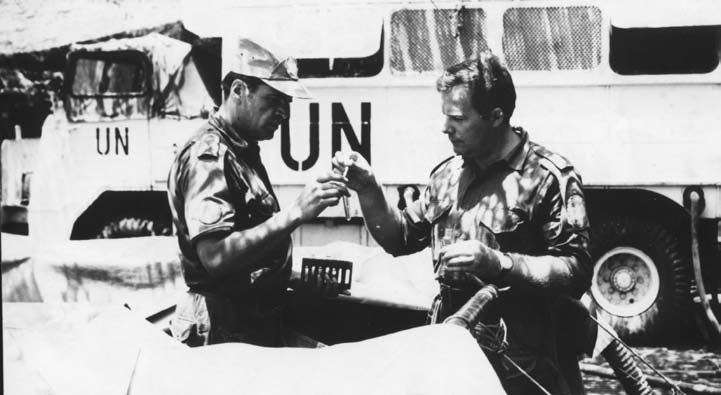
Analiza próbek wody podczas misji pokojowej ONZ UNEF II 1975r. (M.Bartoszcze po prawej)

Po przedstawieniu w 1982 w Akademii Rolniczo-Technicznej w Olsztynie rozprawy habilitacyjnej pt. „Badania na zastosowaniem metod immunoenzymatycznych w diagnostyce zakażeń wirusem choroby Aujeszkiego” zdobył stopień doktora habilitowanego nauk weterynaryjnych.
W 1985 objął stanowisko komendanta Wojskowego Ośrodka Naukowo Badawczym Służby Weterynaryjnej w Puławach, a w 1989 po połączeniu Ośrodka z Wojskowym Instytutem Higieny i Epidemiologii w Warszawie, został zastępcą komendanta WIHiE – szefem Ośrodka. Po przekształceniu WIHE w jednostkę badawczo-rozwojową został zastępcą dyrektora WIHiE.
W drugiej połowie lat 90., a w szczególny sposób po roku 2001, w obliczu zagrożenia bronią biologiczną i bioterroryzmem lider współpracy polsko-amerykańskiej w zakresie wymiany naukowej i technologii. W 2000 r. był ko-dyrektorem "Warsztatów zaawansowanych technologii diagnostycznych      NATO" (NATO Advanced Research Workshops on diagnostic technolgies - NATO Science and Technology Organization). Wspólnie z płk. prof. dr. hab. Krzysztofem Chomiczewskim, współtwórca systemu obrony przed bronią biologiczną w Siłach Zbrojnych RP oraz inicjator utworzenia pierwszego w Polsce laboratorium mikrobiologicznego 3 stopnia hermetyczności (BSL-3, biological safety level 3). Brał udział przygotowaniu mobilnego laboratorium biologicznego na potrzeby PKW w Afganistanie (Enduring freedeom) oraz PKW w Iraku, ukierunkowane także na wykrywanie czynników biologicznych BMR.
Inicjator i organizator międzynarodowych konferencji "Obrona przed bioterroryzmem" (Protection against bioterrorism) w latach 2003-2006, warsztatów międzynarodowych: „Szczepionki przeciwko szczególnie niebezpiecznym chorobom zakaźnym” (Puławy, 2014r.), współorganizator konferencji "Postacie terroryzmu- postępowanie w stanach zagrożenia" (z WIM, Warszawa 2007r.), oraz "Przygotowanie szpitali do zdarzeń masowych" (z 1. WSzKzP w Lublinie, 2009r.). W roku 2005 uczestniczył w Stanach Zjednoczonych w międzynarodowych epidemiologicznych ćwiczeniach sztabowych Atlantic Storm jako doradca Prezesa Rady Ministrów Jerzego Buzka.
W 2007 prezydent Rzeczypospolitej Polskiej nadał mu tytuł profesora nauk weterynaryjnych. W 2011 ustąpił ze stanowiska zastępcy dyrektora Instytutu i szefa Ośrodka, a roku 2017 przeszedł na emeryturę, kontynuując zajęcia dydaktyczne na uczelni.
Autor ponad dwustu prac, 28 rozdziałów w monografiach, 4 patentów. Promotor pięciu przewodów doktorskich.

## Członkowsko
Od 1971 członek Polskiego Towarzystwa Mikrobiologów, od 1972 Polskiego Towarzystwa Nauk Weterynaryjnych, od 2004 Krajowej Izby Diagnostów Laboratoryjnych oraz od 2001 American Academy on Veterinary Disaster Medicine.
Był członkiem Rady Naukowej Wojskowego Instytutu Higieny i Epidemiologii, członkiem Zespołu Konsultacyjnego ds. Oceny Zagrożeń Biologicznych przy Radzie Bezpieczeństwa Narodowego (od 2003), ekspertem Strategicznego Przeglądu Bezpieczeństwa Narodowego (2011–2014), członkiem Rady Sanitarno Epidemiologicznej GIS, członkiem Rady MON d/s Ekologii i Kształtowania Środowiska (1995-1998), Rady MON ds Medycyny i Farmacji (1995-1998) oraz grup roboczych doradczych przy NATO:  005 Human Factors and Medicine (HFM), Food Hygiene Technology and Veterinary (FHTV).
Członek rad naukowych i redakcyjnych: Farmacji i Medycyny Wojskowej (w przeszłości), Annals of Agricultural and Ennvironmental Medicine oraz Current Trends in Genetics and Microbiology.

## Nagrody i wyróżnienia
Odznaczony: złotym medalem „Za zasługi dla obronności kraju”, złotym medalem „Siły Zbrojne w Służbie Ojczyzny”, Medalem ONZ w Służbie Pokoju (UNEF II – 1975), medalem Pokojowej Nagrody Nobla 1988 – SPAI/AISP (2014), srebrną odznaką „Za Zasługi dla Obrony Cywilnej” (1988) , odznaką Honorową Wojskowej Akademii Medycznej (1992) oraz medalem „Za zasługi dla Stowarzyszenia Kombatantów Misji Pokojowych ONZ”. W 1992 został odznaczony Krzyżem Kawalerskim Orderu Odrodzenia Polski, a w 2002 odznaczony przez prezydenta RP Krzyżem Oficerskim Orderu Odrodzenia Polski.
Nominowany w X edycji nagród Buzdygany (Polska Zbrojna).
Wyróżniany przez: Dowódcę Doraźnych Sił Pokojowych ONZ na Bliskim Wschodzie (United Nations Emergency Force – UNEF II) w 1975, Ministra Obrony Narodowej w 1979, Polską Akademię Nauk (Wydział Nauk Rolniczych i Leśnych) w 1980 (zespołowo), Polskie Towarzystwo Nauk Weterynaryjnych w 1998, Polskie Towarzystwo Mikrobiologów – medal PTM w 2001, dyplomem Odznaczenia Honorowego Zarządu Głównego Polskiego Towarzystwa Nauk Weterynaryjnych w 2014.